# Аджин-Доджин
Аджин-Доджин (перс. اجين دوجين‎) — село на севере Ирана, в остане Альборз. Входит в состав шахрестана Саводжболаг. Является частью дехестана (сельского округа) Чендар бахша Чендар.

## География
Село находится в центральной части Альборза, в предгорьях южного Эльбурса, на расстоянии приблизительно 15 километров к северо-северо-западу (NNW) от Кереджа, административного центра провинции. Абсолютная высота — 1788 метров над уровнем моря.

## Население
По данным переписи 2006 года население села составляло 578 человек (312 мужчин и 266 женщин). В Аджин-Доджине насчитывалось 174 семьи. Уровень грамотности населения составлял 71,8 %. Уровень грамотности среди мужчин составлял 74,36 %, среди женщин — 68,8 %.